# Tančík vz. 33
Tančík vz. 33 bylo malé obrněné bojové vozidlo, které v počtu 70 kusů přijala do své výzbroje prvorepubliková Československá armáda. Stejně jako u ostatních tančíků se jednalo o slepou uličku ve vývoji obrněných vozidel, a ani české tančíky vz. 33 se příliš neosvědčily.

## Historie

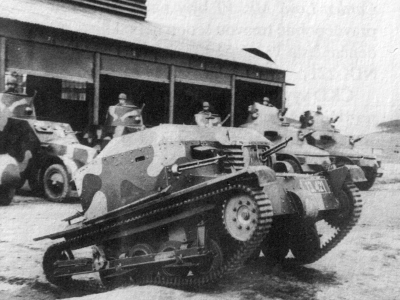
Tančík Tč vz. 33 v Milovicích

V 30. letech se rozhodla československá armáda zavést do své výzbroje tančík. Britský Carden-Loyd Tankette Mk. VI, zakoupený v počtu tří kusů, ani jeho česká licence Praga-Carden-Loyd, vyrobená v počtu čtyř kusů (jeden z nich byl firemní) jejím požadavkům nevyhovovaly. Proto oddělení obrněných vozidel Pragy pod vedením ing. Alexeje Surina provedla konstrukční přestavby s využitím domácích komponentů. Tento tančík byl označován jako P-I. V letech 1931–1932 byl tančík intenzivně zkoušen a dále upravován (zesílené pancéřování - ovšem i přes zesílení pancéřování se při zkouškách odolnosti sériových strojů několikrát stalo, že pancéřováním prošel průbojný náboj z pušky. Pancéřová ochrana byla i tak slabá). Všechny tři přestavěné kusy byly milovickým plukem útočné vozby převzaty 17. října 1933. V témže roce se československá armáda rozhodla přijmout P-I do výzbroje jako tančík vzor 33 (Tč vz. 33) a objednala si sérii 70 kusů. Stalo se tak i přes protesty některých vojáků, například velitele praporu útočné vozby Pavlíka, který tančíky odmítal jako směšně vyzbrojené a obrněné vozidlo, navíc téměř slepé.
Cena byla stanovena na 131 200 Kč za kus (bez licenčních poplatků 32 liber za kus). Přestože mělo být prvních 40 kusů dodáno do konce roku 1933, dodávky se opozdily a Poldi Kladno nejprve dodala pancéřové plechy špatné kvality. Prvních deset kusů armáda převzala 6. února 1934 a poslední desítku 11. října 1934.
V letech 1934–1936 sloužily především při výcviku a jako přechodná výzbroj tří nově zřizovaných pluků útočné vozby, které čekaly na dodávky nových lehkých tanků. Vojenské cvičení v roce 1934 ukázalo, že tančíky nejsou schopné společných operací s lehkými tanky a i když operuje skupina složená pouze z několika tančíků, efektivitě brání nedostatečná vzájemná komunikace, omezená pouze na praporkové signály a troubení na čtyřhlasé sirény. Vzhledem ke špatnému výhledu z vozidla se příliš nehodily pro průzkum a pro boj proti obrněným vozidlům byly špatně vyzbrojené. Tančíky také trpěly vysokou poruchovostí.
Jediným bojovým nasazením tančíků bylo nasazení několika třívozových čet, jako posil pěších jednotek bojujících proti Freikorpsu, v oblastech henleinovských povstání a v březnu 1939 při obraně Podkarpatské Rusi proti Maďarům. Žádný z nich zde nebyl ztracen.
Po vzniku protektorátu Čechy a Morava používala německá armáda 40 ukořistěných Tč vz. 33 jako výcviková vozidla (většinou zůstaly na území Protektorátu). Třicet kusů si ponechal Slovenský stát. Po vypuknutí Slovenského národního povstání byla část strojů nasazena u protipartyzánských jednotek a během povstání je zaznamenán i jejich pohyb v rukou povstalců a Wehrmachtu.

## Konstrukce
Tč vz. 33 byl typický tančík. Bylo to pásové vozidlo s pancéřovou korbou bez věže. Podvozek tvořila čtyři pojezdová kolečka o průměru 340 mm s gumovými obručemi, spojená po dvou do pojezdových vozíků odpružených listovými péry. Vpředu bylo hnací kolo, vzadu na prodloužené traverze napínací kolo. Jako pohon tančíku byl použit čtyřválcový automobilový motor Praga ANH o objemu 1950 cm³ a výkonu 31 hp při 3000 ot./min. Převodovka pocházela z nákladního vozu Praga AN a měla čtyři stupně pro jízdu vpřed a jeden vzad a byla doplněna redukcí pro jízdu v terénu. Nádrž měla objem 50 litrů.

## Osádka a výzbroj
Osádku tvořili řidič a velitel/střelec. Řidičovo místo bylo v pravé části korby. Po jeho pravici byl kulomet ZB 26, který ovládal lankem. Velitel/střelec ovládal druhý kulomet ZB 26, který byl před ním na kruhové lafetě s odměrem 60°. Vezená zásoba munice byla průměrně 2500 ks nábojů 7,92 x 57 mm. Na rozdíl od původních tančíků Carden-Loyd byla munice vezena uvnitř bojového prostoru korby a ne ve schránkách v zadní části vozu.

## Pancéřování
Čelní pancíř měl sílu 12 mm, zatímco boky, zadní plochy a žaluzie chladiče byly silné 8 mm. Stěny nad motorem, skosená stěna na přídi a sklopené stěny kryjící hlavy posádky měly sílu 6 mm. Podvozek a blatníky měly sílu 5 mm. Strop a poklopy vstupů byly silné 4 mm.
Existovaly úvahy o zesílení výzbroje tančíku. Jelikož se však letecký kulomet vz. 30 snadno přehříval a těžký kulomet ZB-32 se nevešel do střílny, z plánů na přezbrojení nakonec sešlo.

## Obratnost
Tančík byl schopen překonat příkop široký 1,25 m, terénní stupeň o výšce 0,5 m a brod do hloubky 0,4 m. Stoupavost a boční stabilita byly při minimální rychlosti teoreticky 45°.